# 董醇
董醇（?—?），清朝政治人物。

## 生平
乾隆33年（1768年），擔任清朝遵义府婺川縣知縣。后由程矩接任。